# Ophidiophobie

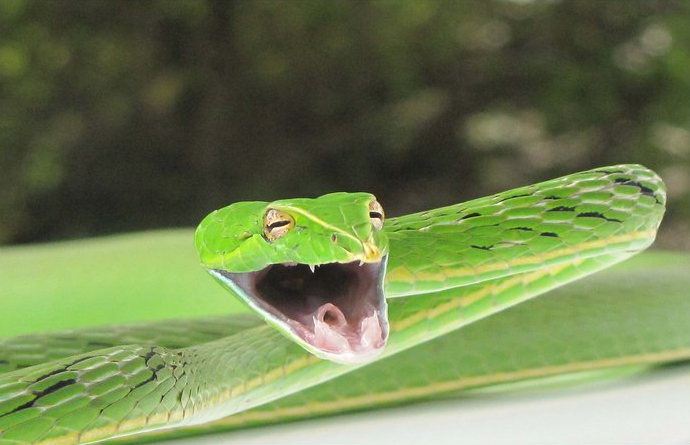
Nasen-Peitschennatter

Ophidiophobie ist eine spezifische Angststörung, die abnormale Angst vor Schlangen. Manchmal wird sie allgemeiner als Herpetophobie, Angst vor Reptilien, bezeichnet. Das Wort kommt von den altgriechischen Wörtern ophis (ὄφις), Schlange, und phobia (φοβία), Angst.
Etwa ein Viertel der erwachsenen Menschen in Mitteleuropa ist ophidiophob, damit ist es die häufigste registrierte Phobie, obwohl es kaum noch Schlangen in dieser Region gibt.

## Psychologische Forschung
Das Interesse der Psychologen an einer Erklärung zeigte sich, ausgehend auch von der erotischen Symbolik der Schlange im biblischen Paradies, bereits bei Sigmund Freud (Traumdeutung), oder konträr in der behavioristischen Zwei-Faktoren-Theorie der Angst von Orval H. Mowrer (1948), die Angst vor Tieren auf frühkindliches Lernen und Verstärkung zurückführt. Eine andere Erklärung gibt die Evolutionsbiologie, die sie als angeborenen Überlebensvorteil ansieht. Versuche mit wenige Monate alten Säuglingen (Reaktion auf Spinnen, Schlangen) weisen in diese Richtung.
Im Handbuch der Gefühle (1993) untersuchte der schwedische Psychologe Arne Öhman (1943–2020) die Paarung eines unkonditionierten Stimulus mit evolutionär relevanten neutralen Stimuli (Schlangen und Spinnen) im Vergleich zu evolutionär irrelevanten neutralen Stimuli (Pilze, Blumen, polyederförmige Gebilde wie Häuser, Schusswaffen) bei menschlichen Probanden. Er fand heraus, dass Ophidiophobie und Arachnophobie nur eine Paarung erforderten, um eine konditionierte Reaktion zu entwickeln, während Mykophobie, Anthophobie und Phobien vor Polyederformen mehrere Paarungen erforderten. Sie vergingen ohne fortgesetzte Konditionierung, während die konditionierte Ophidiophobie und Arachnophobie dauerhaft waren.  Der Psychologe Paul Ekman zitiert die folgende Anekdote von Charles Darwin, Der Ausdruck der Gefühle bei Mensch und Tier (1872) im Zusammenhang mit Öhmans Forschung:
„Ich legte mein Gesicht nahe an die dicke Glasplatte vor einem Schlagverstärker in den Zoologischen Gärten, mit der festen Entschlossenheit, nicht zurückzuschrecken, wenn die Schlange mich traf; aber sobald der Schlag getroffen wurde, ging meine Entschlossenheit ins Leere, und ich sprang ein oder zwei Meter mit erstaunlicher Schnelligkeit zurück. Mein Wille und meine Vernunft waren machtlos gegen die Vorstellung einer Gefahr, die noch nie erlebt worden war.“
In ähnlicher Weise stellten Verhaltenspsychologen fest, dass im Labor gezüchtete Rhesusaffen keine Angst zeigten, wenn sie über eine Spielzeugschlange greifen mussten, um eine Banane zu erhalten, es sei denn, dem Makaken wurde ein Video eines anderen Makaken gezeigt, der sich wegen des Spielzeugs vor Schreck aus dem Haus zurückzog (das eine permanente Angstreaktion hervorrief). Ein ähnliches Video eines anderen Makaken, der Angst vor einer Blume zeigte, erzeugte keine ähnliche Reaktion. Die Psychiater Isaac Marks und Randolph M. Nesse sowie der Evolutionsbiologe George C. Williams haben festgestellt, dass Menschen mit systematisch mangelhaften Reaktionen auf verschiedene adaptive Phobien (z. B. Ophidiophobie, Arachnophobie, Tiefenangst) temperamentvoller sind und mit größerer Wahrscheinlichkeit potenziell tödliche Unfälle erleiden.
Eine schwedische Studie aus dem Jahr 2001 legte nahe, dass Säugetiere möglicherweise eine angeborene negative Reaktion auf Schlangen (und Spinnen) haben, was für ihr Überleben von entscheidender Bedeutung war, da solche Bedrohungen sofort identifiziert werden konnten.
Ein Bericht Öhmans (2009) über sein 40-jähriges Forschungsprogramm zeigte eine starke Angstkonditionierung gegenüber Schlangen beim Menschen und eine schnelle unbewusste Verarbeitung von Schlangenbildern. Diese werden durch ein Angstnetzwerk im menschlichen Gehirn vermittelt, an dem die Amygdala beteiligt ist. Eine 2013 durchgeführte Studie lieferte für Primaten (Makaken) neurobiologische Beweise einer natürlichen Selektion zum schnellen Nachweis von Schlangen.

## Fiktive Personen
In der nichtmedizinischen Literatur wurde die Filmfigur Indiana Jones als Beispiel für eine Person mit klinischer Ophidiophobie bzw. nur Angst vor Schlangen verwendet.

## Einzelbelege
1. ↑  Jochen Brandtstädter, Ulman Lindenberger: Entwicklungspsychologie der Lebensspanne: ein Lehrbuch. W. Kohlhammer Verlag, 2007, ISBN 978-3-17-018180-9 (google.de [abgerufen am 2. August 2021]).
2. ↑  Stefan Blankertz: Die Geburt der Gestalttherapie aus dem Geiste der Psychoanalyse Sigmund Freuds. BoD – Books on Demand, 2016, ISBN 978-3-7392-4835-6 (google.de [abgerufen am 2. August 2021]).
3. ↑  Angst vor Schlangen und Spinnen ist angeboren. Abgerufen am 2. August 2021.
4. ↑  Arne Öhman: Fear and anxiety as emotional phenomena: Clinical phenomenology, evolutionary perspectives, and information-processing mechanisms. In: Michael Lewis et al. (Hrsg.): Handbook of emotions. Guilford Press, New York 1993, ISBN 978-0-89862-988-0, S. 511–536.
5. ↑  Paul Ekman: Emotions Revealed: Recognizing Faces and Feelings to Improve Communication and Emotional Life (Überarbeitete Ausgabe). St. Martin’s Griffin, New York 2013, ISBN 978-0-8050-8339-2, S. 27–28.
6. ↑  Susan Mineka, Richard Keir, Veda Price: Fear of snakes. In: Animal Learning & Behavior. 1980 (springer.com [PDF]).
7. ↑  Randolph M. Nesse, George C. Williams: Why we get sick : the new science of Darwinian medicine. Vintage books, New York 1996, ISBN 0-679-74674-9, S. 911–913.
8. ↑  Fear of Snakes, Spiders Rooted in Evolution, Study Finds. 4. Oktober 2001, abgerufen am 2. August 2021 (englisch).
9. ↑  Arne Öhman: Of snakes and faces: An evolutionary perspective on the psychology of fear. In: Scandinavian Journal of Psychology. Band 50, Nr. 6, Dezember 2009, S. 543–552, doi:10.1111/j.1467-9450.2009.00784.x.
10. ↑  Q. Van Le, L. A. Isbell, J. Matsumoto, M. Nguyen, E. Hori: Pulvinar neurons reveal neurobiological evidence of past selection for rapid detection of snakes. In: Proceedings of the National Academy of Sciences. Band 110, Nr. 47, 28. Oktober 2013, ISSN 0027-8424, S. 19000–19005, doi:10.1073/pnas.1312648110.
11. ↑  Lois H. Gresh, Robert Weinberg: Why Did It Have To Be Snakes: From Science to the Supernatural: The Many Mysteries of Indiana Jones. 2008, ISBN 978-0-470-22556-1 (google.de).